# Boy’s a Liar
«Boy’s a Liar» — песня британской певицы PinkPantheress, вышедшая на лейбле Warner Records 30 ноября 2022 года в качестве отдельного сингла и позднее включённая в мни-альбом её мини-альбома Take Me Home (EP) (февраль 2023).
Ремикс песни «Boy’s a Liar Pt. 2» был издан 3 февраля 2023 года с участием американской рэперши Ice Spice и имел большой успех как у публики так и у критиков. Издания Rolling Stone, Vulture, The Week и American Songwriter посчитали отсутствие «Boy’s a Liar Pt. 2» в номинациях 66-й ежегодной премии «Грэмми», особенно в категориях «Запись года», «Песня года» и «Лучший новый артист» (для PinkPantheress), упущением.

## Оригинальная версия
Песня «Boy’s a Liar» длится 2 минуты 11 секунд. Это данс-поп, бабблгам-поп и синти-поп-песня с элементами чиптюна и гиперпопа. Она была написана и спродюсирована британскими музыкантами PinkPantheress и Mura Masa. В ней PinkPantheress поет «плюшевым и тихим» вокалом о своей неуверенности в себе, чувствуя себя непривлекательной для своего партнёра из-за мужского взгляда. В основу песни PinkPantheress положила реальные отношения с мужчиной, который «оказался лжецом после выхода песни» и на которого она угрожала наложить порчу.

### Восприятие
Шаад Д’Суза из Pitchfork назвал «Boy’s a Liar» «одним из самых сильных треков PinkPantheress» и единственной песней на Take Me Home, которая «действительно выдерживает конкуренцию с самыми неизгладимыми хитами PinkPantheress», поскольку PinkPantheress «полностью вжилась в роль поп-звезды, которую она примеряла на себя в течение последнего года». Проведя 10 недель в UK Singles Chart, трек «Boy’s a Liar» занял второе место в чарте от 24 февраля 2023 года. Он также занял второе место в ARIA Charts.
.

### Чарты
| Чарт (2023)                                    | Высшая позиция |
| ---------------------------------------------- | -------------- |
| Австралия (ARIA)                               | 2              |
| Австралия Hip Hop/R&B (ARIA)                   | 1              |
| Ирландия (IRMA)                                | 2              |
| Новая Зеландия (Recorded Music NZ)             | 10             |
| Великобритания (UK Singles Chart)              | 2              |
| США Bubbling Under Hot 100 Singles (Billboard) | 5              |

### Сертификации
| Регион                                                                      | Сертификация  | Продажи |
| --------------------------------------------------------------------------- | ------------- | ------- |
| Австралия (ARIA)                                                            | 3× Платиновый | 210 000 |
| Канада (Music Canada)                                                       | 4× Платиновый | 320 000 |
| Великобритания (BPI)                                                        | Платиновый    | 600 000 |
| Данные о продажах + прослушиваниях приведены только на основе сертификации. |               |         |

## Ремикс (Boy’s a Liar Pt. 2)
«Boy’s a Liar Pt. 2» — ремикс песни британской певицы PinkPantheress, записанный совместно с американской рэпершей Ice Spice и вышедший 3 февраля 2023 года на лейблах  Parlophone, Elektra Records и 3EE в качестве ведущего сингла дебютного студийного альбома PinkPantheress Heaven Knows.
Ремикс на «Boy’s a Liar» под названием «Boy’s a Liar Pt. 2» появился после того, как Айс Спайс следила за PinkPantheress на Instagram, и PinkPantheress отправила ей прямое сообщение, в котором сказала, что хотела бы встретиться, если Айс Спайс будет в Великобритании, на что Айс Спайс ответила, что она её фанатка. После того как Айс Спайс опубликовала оригинальную версию «Boy’s a Liar» в своем Instagram, PinkPantheress ответила ей предложением о сотрудничестве, надеясь «культурно … запечатлеть эту песню в [2023]». Для создания ремикса PinkPantheress использовала основу инструментала Муры Масы, который не принимал участия в создании ремикса.

### Отзывы
Джо Прайс из Complex написал, что «Айс Спайс легко вписалась в трек в ремиксе», а Том Брейхан из Stereogum написал, что песня «работает» и что «есть что-то действительно забавное в идее PinkPantheress и Айс Спайс делать музыку вместе». Спенсер Корнхабер из The Atlantic написал, что «Boy’s a Liar Pt. 2» «неоспоримо запоминается, но при этом кажется мимолетной, как легкий сон», и что «самое замечательное в песне» — это «ощущение её пуховой тяжести». Для журнала Vulture Рианна Круз написала, что «Boy’s a Liar Pt. 2» «служит мостом между халтурностью ускоренных трендов и настоящим художественным продвижением». Пол Симпсон из AllMusic оценил песню как «радостный дэнс-поп восторг».

#### Итоговые списки
| Публикация    | Список                     | Ранг | Ссылка |
| ------------- | -------------------------- | ---- | ------ |
| BBC           | The Best Songs of 2023     | 4    | [ 32 ] |
| The Guardian  | The 20 Best Songs of 2023  | 2    | [ 33 ] |
| Pitchfork     | The 100 Best Songs of 2023 | 2    | [ 34 ] |
| NME           | The 50 Best Songs of 2023  | 8    | [ 35 ] |
| Rolling Stone | The 100 Best Songs of 2023 | 2    | [ 36 ] |

### Чарты
| Чарт (2023)                            | Высшая позиция |
| -------------------------------------- | -------------- |
| Австрия (Ö3 Austria Top 40)            | 28             |
| Бельгия/Фландрия (Ultratop 50)         | 46             |
| Канада (Billboard Canadian Hot 100)    | 2              |
| Мир (Billboard Global 200)             | 3              |
| Нидерланды (Dutch Top 40)              | 31             |
| Нидерланды (Single Top 100)            | 18             |
| Новая Зеландия (Recorded Music NZ)     | 1              |
| Швейцария (Schweizer Hitparade)        | 18             |
| США (Billboard Hot 100)                | 3              |
| США (Billboard Adult Top 40)           | 37             |
| США (Billboard Dance/Mix Show Airplay) | 17             |
| США (Billboard Mainstream Top 40)      | 7              |
| США (Billboard Rhythmic)               | 1              |

### Сертификации
| Регион                                                                      | Сертификация  | Продажи   |
| --------------------------------------------------------------------------- | ------------- | --------- |
| Канада (Music Canada)                                                       | 3× Платиновый | 240 000   |
| Франция (SNEP)                                                              | Золотой       | 100 000   |
| Новая Зеландия (RMNZ)                                                       | 2× Платиновый | 60 000    |
| Польша (ZPAV)                                                               | Платиновый    | 50 000    |
| Португалия (AFP)                                                            | Золотой       | 5000      |
| США (RIAA)                                                                  | Платиновый    | 1 000 000 |
| Данные о продажах + прослушиваниях приведены только на основе сертификации. |               |           |